# Kazuaki Nagasawa
Kazuaki Nagasawa, född 4 februari 1958 i Shizuoka prefektur, Japan, är en japansk tidigare fotbollsspelare.